# Sri Lanka T-Cup
La Sri Lanka T-Cup est une course cycliste à étapes, organisée au Sri Lanka au mois de Mai, traversant l'île d'un bout à l'autre. Créée en 2017, l'épreuve fait partie de l'UCI Asia Tour en catégorie 2.2 depuis 2018.
La course est organisée par Lanka Sportreizen, dans le but de promouvoir le tourisme au Sri Lanka.
L'édition 2020 est annulée, en raison de la pandémie de maladie à coronavirus.

## Palmarès
| Année | Vainqueur         | Deuxième         | Troisième            |                  |
| ----- | ----------------- | ---------------- | -------------------- | ---------------- |
| 2017  | George Oconer     | Samuel Volkers   | Hari Fitrianto       |                  |
| 2018  | Yasuharu Nakajima | Stepan Astafyev  | Yoshimitsu Hiratsuka |                  |
| 2019  | annulé/abandonné  | annulé/abandonné | annulé/abandonné     | annulé/abandonné |
| 2020  | annulé/abandonné  | annulé/abandonné | annulé/abandonné     | annulé/abandonné |